# قائم مقام وزارت دفاع ایالات متحده آمریکا
قائم مقام وزارت دفاع ایالات متحده آمریکا (انگلیسی: United States Deputy Secretary of Defense) دومین مقام در وزات دفاع امریکاست.
قائم مقام، معاون اصلی غیرنظامی وزیر دفاع است و توسط رئیس جمهور و با توصیه و تأیید سنا منصوب می‌شود. قائم مقام وزیر دفاع، طبق قانون، به عنوان مدیر ارشد وزارت دفاع تعیین می‌شود و باید یک غیرنظامی باشد و در زمان انتصاب، حداقل هفت سال از خدمت به عنوان یک غیرنظامی در حال انجام وظیفه فعال، گذشته باشد.